# River (chanson de Miley Cyrus)
Pour les articles homonymes, voir River.
Singles de Miley Cyrus
Flowers
(2023)
River est une chanson de la chanteuse américaine Miley Cyrus. Elle est sortie le 10 mars 2023 via Columbia Records. C'est le deuxième single de son huitième album studio, Endless Summer Vacation (2023). Elle a été écrite par le chanteur Justin Tranter et les producteurs de musique Kid Harpoon et Tyler Johnson.

## Contexte et version
Le 31 décembre 2022, alors qu'elle anime la soirée spéciale Miley's New Year's Eve Party en direct sur NBC, Cyrus annonce la sortie du nouveau single Flowers. Après sa sortie le 12 janvier 2023, la chanson connait un large succès critique ainsi qu'un succès commercial mondial avec une promotion minimale,. Flowers est devenu le deuxième hit numéro un de Cyrus aux États-Unis, atteignant la première place du Billboard Hot 100 dans le numéro du 28 janvier, y restant pendant six semaines,. Une semaine avant la sortie du premier single, la chanteuse dévoile que son prochain album s'intitulera Endless Summer Vacation avec une date de sortie le 10 mars. Trois jours avant la sortie de l'album, Cyrus commence publie la chanson River à travers des vidéos sur ses réseaux sociaux. Elle partage une partie de l'instrumental de la chanson, ainsi que ses paroles.
Cyrus explique que River était au départ une chanson beaucoup plus triste, puisque son développement a commencé dans la période turbulente de sa vie. Cependant, après la fête à laquelle elle a assisté, le morceau « a évolué d'un problème où il ne semblait jamais s'arrêter, à l'idée d'un amour sans fin. » La chanteuse ajoute que pour participer à l'événement, elle devait « amener [son] meilleur ami gay. » Lors de l'interview pour Miley Cyrus - Endless Summer Vacation (Backyard Sessions), elle a admis que River parle d'éjaculation. Cependant, ce mot a été censuré, ce qui a donné lieu à des théories sur ce qu'elle avait réellement dit,. River partage la même équipe de producteurs avec le précédent single Flowers, ainsi que la chanteuse et Justin Tranter,, et a été produit par Kid Harpoon et Tyler Johnson.

## Composition
River est une chanson de dance-pop et synthpop avec des éléments de synthwave et d'acid pop,,,, décrite par Miley Cyrus comme un « banger dancefloor »,. La chanson comprend la ligne d'acid Roland 303, des synthétiseurs pulsés et des parties aux guitares,,. Emily Swingle de Clash est d'avis que cela rappelle l'album Can't Be Tamed de Cyrus en 2010. Andrew Sacher de BrooklynVegan le qualifie de « banger synthpop rétro », ajoutant qu'il conviendrait à son album de 2020 Plastic Hearts. George Griffiths de l'Official Charts Company la décrit comme un air « new wave », composé d'instrumentaux « loufoques » inspirés de la synthpop et de la musique électronique des années 1980. Chris Willman de Variety note que la chanson inclut des « sons de synthé rétro » et s'est en outre inspirée du style de Giorgio Moroder . Alex Gonzalez d'Uproxx écrit qu'elle suit « le thème dansant établi par Fleurs. » Nick Levine de NME estime que cela « ressemble à son tube inspiré de Stevie Nicks Midnight Sky. » Alexis Petridis de The Guardian la qualifie d'« hymne electro » avec « une ruée indéniable vers le dancefloor », malgré sa « tendance à osciller entre les sons de jeux vidéo plats et les breaks hip-hop décalées. » Mary Siroky de Consequence la qualifie de « pièce maîtresse d'inspiration disco de l'album », la comparant à Future Nostalgia de Dua Lipa et Chromatica de Lady Gaga.
Helen Brown de The Independent explique que la chanson parle d'une « amoureuse simple à propos d'un amant qui a restauré sa foi après la sécheresse amoureuse. » Brittany Spanos de Rolling Stone, estime qu'elle « bourdonne d'espoir d'un nouvel amour et de la fin des sécheresses sexuelles et romantiques. »

## Accueil
Sal Cinquemani de Slant Magazine estime le « refrain séduisant et à enjeux élevés digne de la voix et de la personnalité féroces de Cyrus". David Cobbals de The Line of Best Fit la décrit comme un « mélange confus d'une trop grande quantité d'idées qui la rendent plus décevante qu'intéressante. »

## Clip musical
Le clip en noir et blanc de River a été réalisé par Jacob Bixenman. Le 7 mars 2023, Cyrus annonce sa date de sortie et partagé son teaser. Le clip vidéo est créé le 10 mars 2023. Il présente Cyrus en minirobe, dansant sous un projecteur sur une plate-forme surélevée et éclairée, rejointe par un groupe d'hommes torses nus. Vers la fin, il commence à pleuvoir de l'eau,. Erica Gonzales de Elle a qualifié la vidéo de « élégante et sexy », tandis que Glenn Rowley de Billboard l'a qualifiée de « moody ».

## Spectacle en direct
Cyrus interprète River en direct pour la première fois, dans le concert documentaire spécial, Miley Cyrus - Endless Summer Vacation (Backyard Sessions), qui est sorti sur Disney+ le 10 mars 2023.

## Crédits et personnel
Le générique est adapté de Pitchfork de Tidal, et des notes de pochette d'Endless Summer Vacation,,.

### Enregistrement
- Enregistrée à Ridgemont High, Los Angeles ;
- Mixée aux Windmill Lane Studios, Dublin ;
- Masterisée à Sterling Sound, Edgewater.

### Personnel
- Miley Cyrus - chant, composition, production exécutive
- Kid Harpoon - composition, production, batterie, guitare basse, guitare, basse synthétique, synthétiseur, programmation de batterie, voix supplémentaire
- Ivan Jackson - cuivres
- Tyler Johnson - écriture des paroles, programmation de la batterie, basse synthé, synthétiseur, voix supplémentaire
- Joe LaPorta – maîtrise de l'ingénierie
- Brian Rajaratnam - ingénierie
- Mark « Spike » Stent - ingénierie de mélange
- Justin Tranter - écriture des paroles
- Matt Wolach - assistant ingénieur